# Duri a morire
Duri a morire è un film del 1979 diretto da Joe D'Amato, interpretato da Luc Merenda nel ruolo di protagonista. Il film è stato girato a Santo Domingo, ma è ambientato in un paese africano, dov'è in corso una guerra civile.

## Trama
Martin giunge in un paese africano e si arruola come mercenario per scovare un ricercato su cui pende una taglia da un milione di dollari, vivo o morto. Nel suo stesso plotone altri ne vengono a conoscenza e vorrebbero eliminarlo per riscuoterla al suo posto.